# Panchlora nivea
Panchlora nivea är en kackerlacksart som först beskrevs av Carl von Linné 1758.  Panchlora nivea ingår i släktet Panchlora och familjen jättekackerlackor. Inga underarter finns listade i Catalogue of Life.